# Climacocystis
Climacocystis Kotl. & Pouzar (gąbkowiec) – rodzaj grzybów z rzędu żagwiowców (Polyporales).

## Systematyka i nazewnictwo
Pozycja w klasyfikacji według Index Fungorum: Incertae sedis, Polyporales, Incertae sedis, Agaricomycetes, Agaricomycotina, Basidiomycota, Fungi.
Takson utworzyli František Kotlaba i Zdeněk Pouzar w 1958 r. Gatunkiem typowym jest Climacocystis borealis (Fr.) Kotl. & Pouzar.
Polską nazwę gąbkowiec zaproponował Władysław Wojewoda w 1998 r., wcześniej rodzaj miał nazwę huba (Krzysztof Kluk, Franciszek Błoński 1888) lub klimaczek (Stanisław Domański 1967).
Gatunki:
- Climacocystis borealis (Fr.) Kotl. & Pouzar 1958 – gąbkowiec północny
- Climacocystis montana B.K. Cui & J. Song 2014
- Climacocystis temperata S. Hussain, M. Nisar & Y.W. Lim 2024

Wykaz gatunków i nazwy naukowe na podstawie Index Fungorum. Polska nazwa według W. Wojewody.